# In the Garden of Venus
In the Garden of Venus is het zesde album van Modern Talking. Het is de opvolger van het vijfde album Romantic Warriors en het laatste album van Modern Talking voor het uiteenvallen van de groep in 1987. In 1998 kwam Modern Talking weer bij elkaar en brachten zij Back for Good uit. Het zesde album In the Garden of Venus werd wereldwijd in 1987 uitgebracht en het bevat geen internationale hit, al is "In 100 Years" wel redelijk bekend, maar het kwam nooit in de Nederlandse Top 40. Het album werd geproduceerd en geschreven door Dieter Bohlen. Het heeft de Album Top 100 nooit bereikt.

## Betrokkenen
- Thomas Anders: zang
- Rolf Köhler: zang, koor
- Michael Scholz: koor
- Detlef Wiedeke: koor
- Birger Corleis: koor
- Dieter Bohlen: producer, teksten
- Luis Rodriguez: coproducer

## Tracklist
1. In 100 Years (3:57)
2. Don't Let It Get You Down (3:40)
3. Who Will Save the World (3:45)
4. A Telegram to Your Heart (2:50)
5. It's Christmas (3:52)
6. Don't Lose My Number (3:10)
7. Slow Motion (3:40)
8. Locomotion Tango (3:49)
9. Good Girls Go to Heaven - Bad Girls Go to Everywhere (3:57)
10. In 100 Years (Reprise) (1:27)